# 천유천
천유천(중국어 정체자: 陳宥辰, 간체자: 陈宥辰, 병음: Chén Yùchén, 한자음: 진유진, 1992년 10월 6일~)은 중화민국의 양궁 선수이다. 2012년 하계 올림픽에 참가했다.